# USS California (SSN-781)
USS California (SSN-781) – amerykański okręt podwodny z napędem jądrowym typu Virginia. "California" należy konstrukcyjnie do drugiej transzy jednostek pierwszej generacji tego typu Batch 1 Block II. Oficjalne rozpoczęcie budowy miało miejsce 2 maja 2009 roku, jednakże produkcja okrętu została rozpoczęta 15 lutego 2006 roku. Okręt został dostarczony marynarce wojennej Stanów Zjednoczonych ponad osiem miesięcy wcześniej, niż zakładały warunki kontraktu na jego budowę. 29 października 2011 roku w Norfolk odbyła się oficjalna ceremonia przyjęcia okrętu do służby w United States Navy.
6 stycznia 2012, okręt podwodny USS California (SSN 781) zawinął do swojego nowego portu macierzystego – bazy okrętów podwodnych New London (Connecticut).